# Temple solaire d'Abou Ghorab
 (septembre 2023).
Si vous disposez d'ouvrages ou d'articles de référence ou si vous connaissez des sites web de qualité traitant du thème abordé ici, merci de compléter l'article en donnant les références utiles à sa vérifiabilité et en les liant à la section « Notes et références ».
Le temple solaire d'Abou Ghorab est un temple solaire situé à Abou Ghorab, en Basse-Égypte, au sud-ouest du Caire, sur la rive ouest du Nil à la lisière du désert occidental, au nord d'Abousir. Il fait partie de la vaste nécropole memphite où les rois de la Ve dynastie se firent bâtir des temples solaires. Ce temple solaire, cinquième à être construit selon les sources, a été bâti sous le règne de Niouserrê.

## Histoire de la recherche

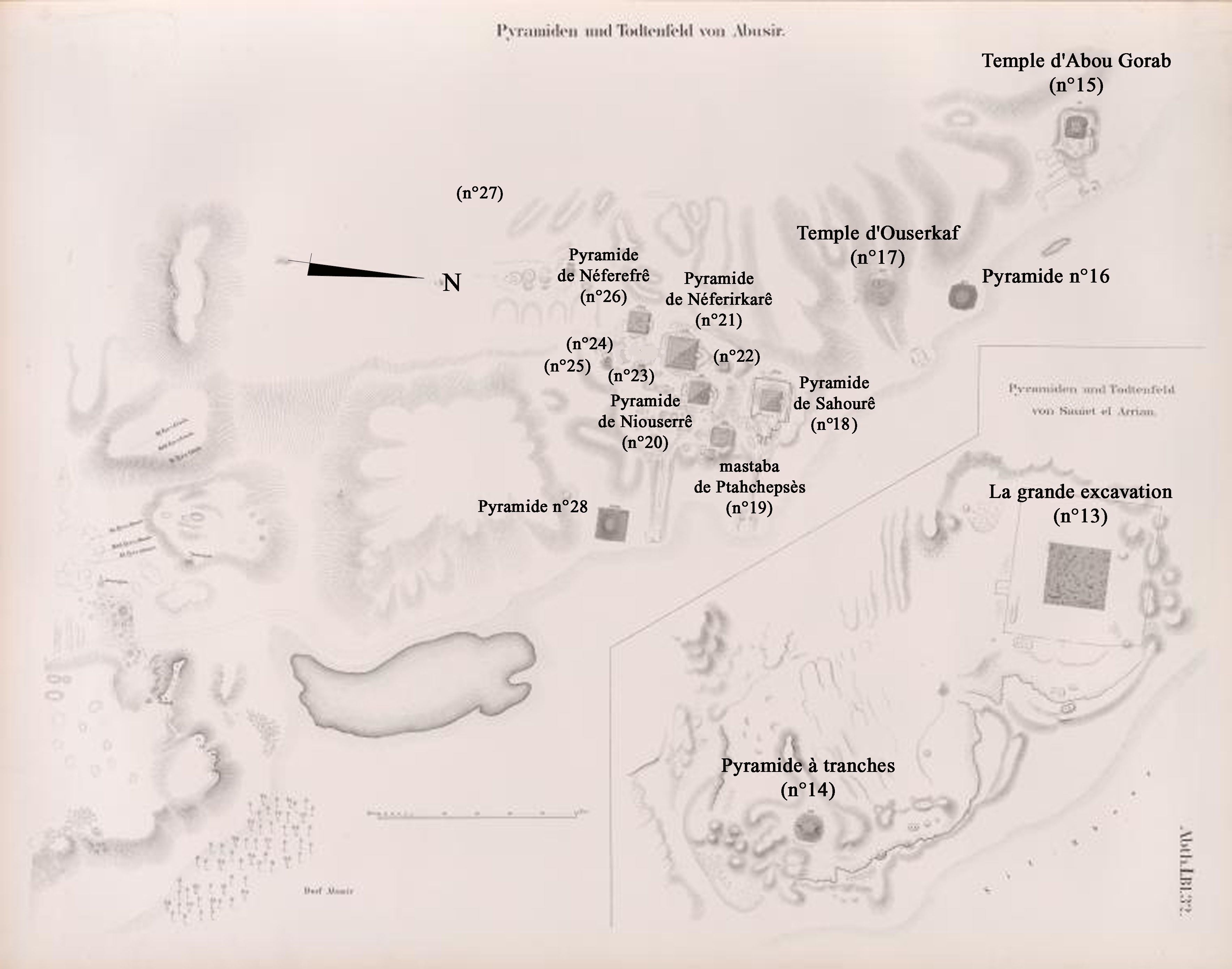
Carte d'Abousir - Abou Ghorab, selon Lepsius.

La découverte et l'examen du monument ont en grande partie eu lieu durant le XIXe siècle.
- Le temple solaire de Niouserrê est mentionné pour la première fois dans la Description de l'Égypte, mais à la place des termes temple solaire, le terme pyramide est utilisé. Au début, le temple solaire était donc connu sous le nom de pyramide de Righa.
- En 1838, Perring a tenté de mettre au jour la supposée pyramide, mais n'a trouvé que des restes de la base en granit, ainsi que des reliefs, ce qui a été le déclencheur de la vaste excavation du temple solaire.
- En 1842, les membres de l'expédition prussienne de Lepsius ont effectué un relevé exact et l'ont inscrit dans la liste des pyramides de Lepsius sous le numéro XV.
- En 1882, Auguste Mariette a peut-être effectué une fouille expérimentale, mais rien n'a jamais été publié à ce sujet, cette hypothèse est basée sur la déclaration d'un contremaître égyptien.
- En 1882/83, Henry Windsor Villiers-Stuart a trouvé dix bassins en albâtre et l'autel en albâtre.
- En 1898-1901, Ludwig Borchardt et Heinrich Schäfer ont entièrement creusé le temple solaire au nom de la Deutsche Orient-Gesellschaft (Société allemande d'Orient). Ils ont reçu le soutien financier de Friedrich Wilhelm von Bissing.

## Le site d’Abou Ghorab
Le temple solaire de Niouserrê, qui porte le nom de Šsp-jb-Rˁ (soit Shesepibrê, « Celui qui réjouit le Cœur de Rê »), est situé à environ 1 200 m au nord-est des pyramides d'Abousir, toutes datant de la Ve dynastie. Ce site d'Abousir reflète également le mythe du meurtre d'Osiris, dont le corps a été découpé en morceaux et enterré à différents endroits. Le nom vient du grec Bousiris, venant lui-même du nom égyptien Pr Wsjr (soit Per-Ousir, « Demeure d'Osiris »). Le temple solaire est situé sur une colline naturelle surplombant de seize mètres la vallée, colline qui a été transformée et élargie vers le nord et l'est à l'aide d'un remblai artificiel pour pouvoir y construire l'ensemble de l'édifice. Des bâtiments en brique plus anciens, peut-être des mastabas, qui étaient là, ont été incorporés aux fondations. À certains endroits, des restes de murs en briques ont été trouvés sous le dallage de la cour.

## Le temple solaire de Niouserrê-Ini

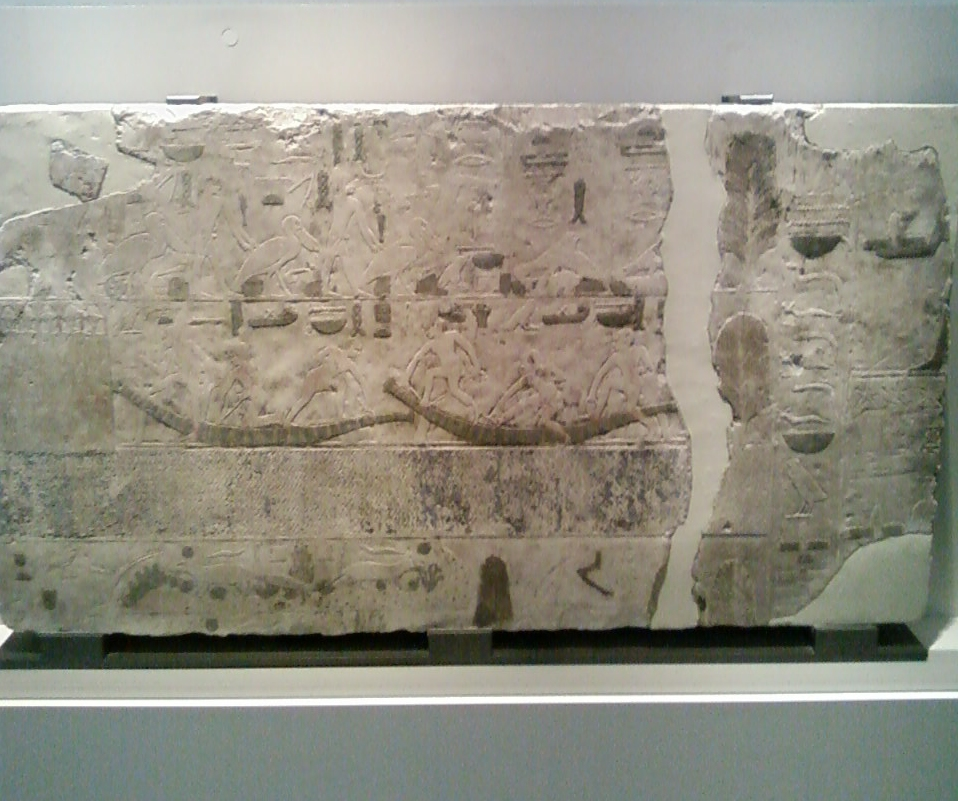
Relief du temple solaire de Niouserrê exposé au Musée égyptien de Berlin.

Les temples du dieu soleil sont très différents de ceux des autres dieux. Alors que les temples des autres dieux sont couverts, les temples solaires ont la forme d'une cour ouverte avec un autel et un objet de culte au milieu. Ils s'inscrivent donc dans le concept de temple, mais ont toujours leur propre caractère. Le culte du soleil a joué un rôle central dans la tradition égyptienne. Néanmoins, les connaissances sur ce type de temples sont assez ténues. Six sanctuaires solaires de ce type sont connus par les écrits de l'époque, mais seuls deux ont été mis au jour, celui-ci ainsi que celui d'Ouserkaf, le plus ancien de tous. Sur le plan architectural, ces temples ressemblent aux complexes pyramidaux, étant divisés manière analogue en 3 parties : un temple de la vallée, une chaussée et un temple haut en bordure du plateau désertique avec l'obélisque comme élément principal, correspondant à la pyramide elle-même pour les complexes funéraires royaux.
La question de savoir si le temple d'Héliopolis était le modèle des temples solaires est controversée. Dans ce contexte, Jochem Kahl souligne que le dieu soleil Rê a peut-être été adoré sporadiquement depuis la IIe dynastie. Cependant, un lien de Rê avec Héliopolis est d'abord documenté dans les textes des pyramides à la fin de la Ve dynastie. Outre les caractéristiques architecturales, on trouve des représentations rituels présents également dans les complexes funéraires pyramidaux. Parmi eux, on trouve par exemple la représentation de la fête-Sed, qui est située dans la moitié sud du temple solaire de Niouserrê ; ils sont établis dans le programme de représentation depuis Djéser. Depuis Djedéfrê, le roi régnant porte l'épithète Sa-Râ (signifiant « Fils de Rê ») dans sa titulature. Ceci est en relation directe avec les temples solaires de l'Ancien Empire. Certains pensent que le ton de l'épithète est une insistance particulière sur l'origine divine. D'autres pensent que cela signifie une perte de la puissance divine du Roi, puisque le Roi était auparavant considéré comme l'incarnation de Rê. Le temple solaire peut donc également être considéré comme une compensation pour cette perte de rang. Avec la fin de la Ve dynastie, à partir du roi Djedkarê Isési, plus aucun temple solaire ne fut construit. Ce n'est qu'à partir du début de la XVIIIe dynastie que l'on rencontre à nouveau des sites de culte du soleil.

### Temple de la vallée
Le temple de la vallée n'était guère plus qu'une porte monumentale pour accéder à la chaussée. Le temple de la vallée se trouvait à l'intérieur d'un épais mur d'enceinte. Borchardt pensait que c'était le rempart d'une ville qui aurait pu entourer le temple. Cependant, la "ville" en question n'a pas fait l'objet d'une fouille plus approfondie, de sorte qu'il ne s'agit que d'une spéculation. En raison du manque de preuves et des restes détruits, le plan du temple de la vallée n'a pu être reconstruit qu'en partie. Le temple de la vallée est un bâtiment en pierre calcaire de 4 m de haut. Il est accessible de trois côtés. L'entrée est un portique de quatre colonnes palmiformes en granit avec une façade en forme de pylône. La façade était faite d'un revêtement en calcaire blanc. Les deux entrées latérales sont également des portiques, mais chacune d'entre elles ne comporte que deux colonnes palmiformes. Les trois entrées mènent à un couloir étroit qui mène directement à la chaussée montante. Le temple de la vallée a été construit sur un petit socle dont les vestiges sont encore conservés. Deux documents inscrits ont été trouvées dans le temple de la vallée. Ces deux documents consistent en un calendrier des festivals et des listes d'offrandes associées.

### Chaussée et, enceinte hall d'entrée
La chaussée peut encore être suivie sur toute sa longueur à partir de vestiges visibles. Elle consistait en une rampe de remblai et était pavée de dalles blanches et épaisses. La chaussée est long d'environ 100 m et franchit une différence de hauteur d'environ 16 m entre le temple de la vallée en lisière de la vallée inondable et le sanctuaire sur le plateau rocheux désertique. Les décorations de la chaussée ne sont pas conservées.
Le temple haut était entouré d'une enceinte rectangulaire, la surface ainsi définie par le mur d'enceinte rectangulaire (110 × 80 m) était pavée. Le hall d'entrée, tout comme le temple de la vallée, n'était rien d'autre qu'un bâtiment à porte monumentale. Ce hall d'entrée en forme de L avait un vestibule et une pièce principale derrière lui. La pièce principale était transversale à l'axe. Trois passages vers toutes les zones du sanctuaire partaient de cette salle principale transversale. Les murs intérieurs du hall d'entrée étaient recouverts de granit. Dans les pièces du hall d'entrée, des blocs avec des représentations de rois ont été trouvés.

### Couloirs nord et est et magasins
Le couloir oriental conduisait à la moitié sud et nord du sanctuaire. Le passage était probablement couvert et décoré. On ne sait rien de la décoration.
Le couloir nord était probablement couvert mais est si mal conservé que le tracé des murs ne pouvait être des que par des traces de sable et des lignes de marquage rouges. À l'extrémité ouest du couloir, il y avait une entrée latérale de 0,75 m de large avec une petite antichambre. Il servait soit à stocker/remettre des offrandes, soit c'était une salle intermédiaire qui menait à l'extérieur. Près de l'extrémité orientale du couloir, un petit escalier menait au toit des pièces environnantes. Le couloir a été décoré mais pas encore terminé. Les représentations montrent des objets du temple et des offrandes. On peut voir, par exemple, des tables sur lesquelles sont placés des bijoux en or et en argent. Un coin de fenêtre a été trouvé, ce qui témoigne que le passage était éclairé par la lumière du jour.
Il y avait probablement dix magasins. Ils n'étaient pas terminés. De plus, seuls des restes ont été retrouvés. Les magasins étaient probablement utilisés pour stocker des offres. Aucune décoration n'est connue.

### Couloir sud
Le couloir sud longeait directement le mur d'enceinte extérieur, de l'angle sud-est vers celui du sud-ouest. Elle menait à l'antichambre de l'obélisque, à la salle des saisons. C'était un passage haut de 4,50 m. Le couloir était probablement couvert, car on y a trouvé des fragments d'étoiles jaunes sur fond bleu. Cela rappelle la décoration classique des plafonds des temples. Le couloir était probablement éclairé par des torches transportées et non par la lumière du jour. C'est un site rituel, contrairement au passage du nord, où il était simplement plus pratique d'être éclairé par la lumière du jour. Le couloir sud rétrécissait vers l'obélisque. Il était décoré de reliefs de la "Grande représentation festive". Les représentations et les textes qui les accompagnent traitent des festivités de la fête-Sed et de la fondation du temple.

### Chapelle sud
Peu avant l'antichambre de l'obélisque, une petite chapelle existait. C'est la pièce la mieux préservée du temple. Une deuxième entrée, côté cour, menait à cette chapelle. Cette entrée était flanquée de deux stèles non décorées. Devant les stèles se trouvaient deux bassins ronds en calcaire. Ces bassins en calcaire étaient probablement utilisés par les prêtres pour les ablutions rituelles lorsqu'ils passaient de la cour de l'autel à l'intérieur en raison d'actes rituels. La porte de la cour vers la chapelle était recouverte de granit et avait deux ailes. Il y avait encore des murs avec des reliefs et des représentations originales lors de la fouille. Ces représentations étaient, comme dans le couloir sud, des scènes de la fête-Sed et de la fondation du temple. Ces scènes sont appelées "Petite représentation festive". La fonction de cette salle n'a pas été clairement identifiée jusqu'à aujourd'hui. Il aurait pu s'agir d'une loge du roi pendant la fête-Sed. D'autre part, on suppose qu'une véritable fête-Sed n'a jamais eu lieu dans le temple solaire de Niouserrê. La chapelle peut également être considérée comme un "raccourci" vers le saint des saints (c'est-à-dire l'obélisque). Sinon, l'obélisque n'était accessible que par le couloir sud. Cette pièce est donc un vestibule entre la cour de l'autel et l'obélisque.

### Salle des saisons
Le couloir sud conduisait par une porte étroite dans une petite pièce orientée nord-sud : la salle des saisons. De cette pièce, on entrait dans la base de l'obélisque par une autre porte. La salle des saisons était richement décorée et lorsqu'elle a été retrouvée, toutes les couleurs étaient encore préservées. Les décorations représentent les saisons.
Ils ont été trouvés en 1891-1901 par Borchardt et Schäfer et apportés à Berlin, où ils se trouvent dans le musée égyptien. Cependant, seules quelques-unes d'entre elles sont encore là, car ces pièces, qui n'ont pas été publiées avant la Seconde Guerre mondiale, ont été victimes de la guerre et ont été détruites lors du siège de Berlin. Sur la base des documents de fouille et des plans de ces pièces, une reconstitution de ces reliefs a pu être réalisée dans les années 1970. Les quatre murs étaient décorés, les murs longitudinaux occupant la partie principale. Les reliefs montrent les processus dans la nature pendant les saisons de l'Akhet et du Chémou. Les effets du soleil sur la nature sont montrés.
Il est montré entre autres choses :
- L'accouplement et la mise bas des animaux ;
- La migration nord et sud des poissons dans le Nil ;
- L'arrivée des oiseaux migrateurs dans le delta ;
- La récolte du lin, du miel et des figues.

Ainsi, les plantes, les animaux et les humains sont représentés dans toutes les situations possibles. Les reliefs sont entièrement consacrés à la vie terrestre. Ces représentations sont l'une des plus anciennes illustrations de l'idée de la puissance créatrice du Dieu Soleil. Les reliefs sont reproduits très précisément et sont décalés par rapport à la saison actuelle, puisqu'à l'époque de Niouserrê, le premier jour du premier mois de l'Akhet tombe début avril. Les dates de l'année égyptienne ancienne sur le relief saisonnier se chevauchent donc avec les mois réels.
Comme le cycle du soleil est éternel, la création doit aussi se répéter continuellement. Les représentations ne peuvent pas non plus être comprises comme la reproduction d'un acte unique de création, mais plutôt, éclairées par les saisons, comme la répétition cyclique de l'action divine. En égyptologie, on s'est demandé pourquoi, apparemment, seules deux saisons sont représentées. Il y a eu plusieurs thèses différentes. Certains chercheurs ont supposé que la saison Peret était perdue, ou qu'elle n'avait pas été retrouvée. D'autres pensaient qu'à l'origine seules deux saisons étaient prévues car il n'y avait pas de place pour que la troisième soit représentée symétriquement dans la chambre. Les saisons étaient étroitement liées au travail du dieu soleil. Les hommes, les animaux et les plantes doivent leur vie et leurs caractéristiques au dieu soleil.
D'après des enquêtes plus approfondies sur la décoration de la fête-Sed dans les couloirs sud et de la base de l'obélisque, la saison prétendument manquante en combinaison avec la décoration de la "salle des saisons" est complètement présente. La création apparaît maintenant dans une image globale des humains, des animaux, des plantes et du roi, qui sont représentés sur terre comme des créatures du dieu soleil. Cette constatation a été confirmée par le cadre de la fête-Sed, qui a débuté sous Niouserrê le jour de la fête de Nehebkaou (de) avec le lever du soleil du premier jour du premier mois de Peret.
Enfin, la position de l'antichambre de l'obélisque prouve la fonction de création, puisque la salle des saisons était la seule pièce qui offrait un accès direct au Saint des Saints du temple, le véritable lieu de la renaissance. La salle des saisons devait faire directement référence à l'obélisque. Il servait ainsi à louer et à rendre hommage au Dieu Soleil Rê ainsi qu'à représenter sa puissance créatrice.

### Obélisque

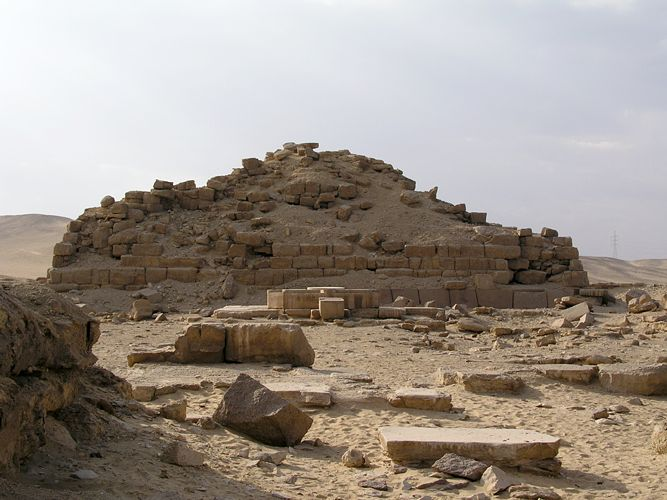
Vue sur l'obélisque.

La base de l'obélisque avait été construit en gros blocs de calcaire et était recouvert à la hauteur de dalles de granit en pente. Sur cette base s'élevait un haut socle de vingt mètres de haut, construit en pierres de granit et sur lequel se dressait un obélisque de 37 m de hauteur édifié en pierre calcaire. On savait qu'il devait s'agir d'un obélisque, après avoir trouvé le déterminatif de l'obélisque sur quelques blocs derrière le nom du sanctuaire du soleil šspw-jb-Rˁ.
Les couloirs internes dans la base de l'obélisque était plus étroit que le couloir sud. Le couloir se rétrécit petit à petit, comme c'était déjà le cas pour le couloir sud. La réduction de la hauteur et de la largeur des pièces crée une atmosphère qui se développe au fur et à mesure que les pièces plus sombres et plus étroites étaient traversées. Il faut imaginer le moment où une personne sort de l'obscurité, des couloirs de plus en plus étroits, pour entrer sur la plate-forme de l'obélisque inondée de lumière. Principalement parce que le sanctuaire était recouvert de calcaire blanc et que le soleil, bien sûr, était ainsi intensifié et éblouissait encore plus. Le plafond des pièces était décoré d'étoiles.
Les murs étaient décorés de reliefs de la Grande représentation festive. Il s'agit donc d'une continuation de la Grande représentation festive du corridor sud. Sur la surface de la base de l'obélisque, des rituels étaient certainement célébrés. Le sommet de l'obélisque recevait le soleil le matin, descendait sur terre le long de l'obélisque et se rassemblait sur l'autel des sacrifices pour les actes rituels des prêtres. L'obélisque était un lien entre le ciel et la terre.

### Autel

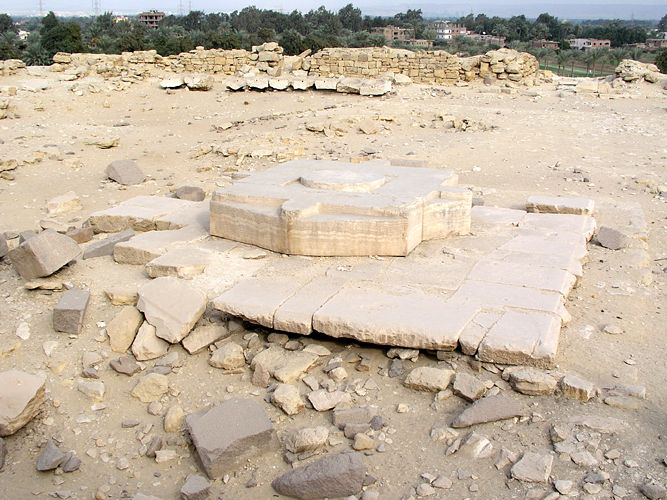
L'autel du temple.

Directement dans l'axe du hall d'entrée, une entrée étroite donnait accès à la cour ouverte avec l'autel en albâtre. L'autel est constitué d'une dalle carrée avec une partie ronde surélevée au milieu, autour de laquelle se trouvent 4 extensions en forme du hiéroglyphe ḥtp. La partie ronde au milieu est censée imiter le disque solaire. L'autel se trouve encore aujourd'hui dans le temple.
Les 4 extensions htp sont alignés avec les quatre points cardinaux. On peut lire sur l'ensemble de l'autel comme : que Rê soit satisfait. Borchardt a supposé dans son rapport préliminaire de fouilles que l'autel était entouré d'un mur et se trouvait probablement dans un petit temple.

### Grands et petits abattoirs

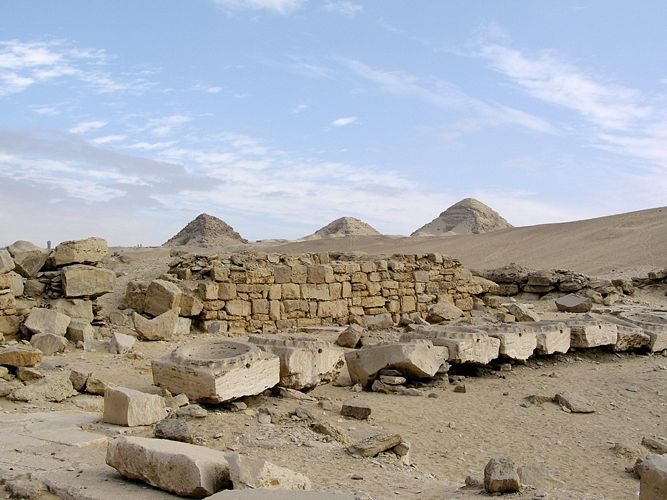
Le bassin sacrificiel du grand abattoir.

À l'extrémité ouest du couloir nord, vous entrez dans l'antichambre du grand abattoir. Le grand abattoir faisait environ 800 m2. La cour était surélevée d'environ 15 cm. Des caniveaux plats ont été coupés sur toute la longueur pour évacuer les liquides, qui se dirigeaient vers l'est. Dix bassins de collecte en albâtre s'y trouvaient, dont il n'en reste que neuf aujourd'hui. Il est douteux que de véritables massacres aient eu lieu là-bas. Aucun accès suffisamment grand pour conduire les animaux à l'abattoir n'a été trouvé. Il n'y avait pas non plus de trous pour les œillets auxquels les animaux étaient attachés. Il est donc devenu un abattoir fictif, lieu de "purification rituelle" des animaux sacrifiés. Tout comme les représentations de la fête-Sed, les abattoirs ne sont pas la reproduction d'événements réels dans le sanctuaire.
À l'ouest du grand abattoir, il y avait un petit abattoir. Un seul bloc de calcaire en a été conservé. Le petit abattoir aurait eu la même fonction que le grand abattoir.

### La barque solaire
À une certaine distance, dans la direction du sud, se trouve la barque solaire, faite en brique. Elle mesure 20 m de long et est positionnée dans le sens est-ouest, dans une large fosse qui a été murée par la suite. Elle avait des planches de bois et des structures de plafond en bois, partiellement dorées. Elle a été conçue de manière très détaillée. On a donc essayé d'imiter les lignes des planches de bois sur les briques. Cette barque est connue sous le nom de Barque de Maât. Mais dans la mythologie égyptienne, il y a deux barques, une pour le voyage du jour mˁnḏt (« barque de jour ») et une pour le voyage de la nuit msktt (« barque de nuit »). Jusqu'à présent, un seul exemplaire a été trouvé près du temple solaire de Niouserrê.

## Interprétation et fonction
La cour et l'obélisque sont alignés d'est en ouest, de sorte que le devant de l'obélisque pointe vers l'est. Le culte du temple était dédié au dieu soleil Rê, à sa compagne Hathor et au roi. Il existait une prêtrise étendue, qui pratiquait le culte dans les temples solaires. Leurs noms et titres sont documentés sur plusieurs générations. Cela montre l'importance de ce temple dans l'Ancien Empire. Entre autres choses, il y a aussi des titres de prêtres spécifiques pour le culte d'Hathor. Le culte du roi se déroulait sans doute déjà du vivant du souverain, puisqu'il était attesté par des offices sacerdotaux.
Le culte d'Hathor et du roi était indissociable de celui de Rê. La trinité (triade) Rê-Hathor-Roi était évidemment représentée dans le sanctuaire sous forme de statues. Le culte de Rê, d'Hathor et du roi dans le temple solaire était accompagné d'une série de festivités. Les fêtes du calendrier de Niouserrê dans le temple de la vallée peuvent être interprétées d'une part comme des fêtes pour le souverain, d'autre part comme des fêtes pour les dieux. Il existe de nombreuses interprétations différentes des temples solaires. Une opinion est qu'il s'agit de complexes funéraires pour le Dieu-Soleil Rê. Une autre théorie de Dietrich Wildung dit qu'il s'agit d'une dualité entre dieu et roi ; semblable aux temples des millions d'années. Il est certain que le culte du Dieu-Soleil étaient célébrés dans le temple solaire, accompagnés d'hymnes solaires.
En partant de la salle des saisons, on remarque que la représentation ne traite que d'une seule partie de la création (les humains, les animaux et les plantes). Le roi, en revanche, se retrouve dans les scènes de la fête-Sed. Ainsi, si nous prenons les représentations de la fête-Sed du corridor sud et du corridor de l'obélisque avec la salle des saisons, la création est à nouveau complète : Le roi, les hommes, les animaux et les plantes sont créés par le dieu soleil. Il semble que la décoration soit soumise à un concept global.
Le but de la fête-Sed est le renouvellement constant du pouvoir du roi et donc de son désir de domination éternelle. La moitié sud du sanctuaire, y compris l'obélisque, thématise ainsi la création du Rê et la régénération du Roi. La moitié nord et les magasins servaient de zone d'approvisionnement. Trois papyri en écriture hiératique ont été trouvées à Abousir. Ils donnent des informations sur les tableaux de service, les inventaires, les listes et les répertoires architecturaux des pyramides d'Abousir. On sait que dans les temples solaires, un bœuf, ainsi que de la bière et du pain étaient livrés quotidiennement aux pyramides environnantes.